# 褐云缘梭螺
褐云缘梭螺（学名：Margovula tinctilis）为梭螺科缘梭螺属的动物。分布于菲律宾、台湾岛等地。该物种的模式产地在台湾高雄。